# Toksocysta
Toksocysta – niewielki pęcherzyk wypełniony toksynami. Wytwarzany jest przez niektóre grzyby mięsożerne i pierwotniaki (jest u nich rodzajem trichocysty zawierającej toksyny). U grzyba boczniaka ostrygowatego (Pleurotus ostreatus) toksocysty służą do porażania drobnych bezkręgowców, głównie nicieni. Toksocysty znajdują się na jego strzępkach i są wypełnione neurotoksyną o nazwie 3-oktanon. Gdy pełzający nicień dotknie toksocysty, pęka ona, a uwolniony z niej 3-oktanon w pierwszej kolejności paraliżuje rzęski czuciowe nicienia. Przez rzęski te neurotoksyna wnika do ciała nicienia, powodując zaburzenia w ciągłości jego błony komórkowej. Powoduje to napływ wapnia do wnętrza jej komórek i mitochondriów. Są to organelle kluczowe dla jego życia, ich porażenie powoduje najpierw zatrzymanie się nicienia, później silny skurcz mięśni, wreszcie obumieranie komórek objętych wapniową falą śmierci. Cały proces sparaliżowania nicienia trwa kilka minut. Później rozrastające się strzępki grzyba wnikają do jego ciała i trawią go, wchłaniając substancje pokarmowe.
U Pleurotus cystidiosus dojrzałe toksocysty składają się z jajowatych, przypominających gałkę pęcherzyków o szerokości do 2,5–3,5 µm, osadzonych na drobnych trzonkach o długości 1,5–3 µm, wyrastających ze strzępek powietrznych. Otoczone są kropelką cieczy o średnicy do 6 µm. W doświadczeniu stwierdzono, że poniżej 10% nicieni umieszczonych na grzybni tego boczniaka ulegała porażeniu przez toksocysty, większość po dotknięciu do nich otworem gębowym. Nicienie te natychmiast po styczności z toksocystą cofały się, ale paraliż stopniowo rozprzestrzeniał się od ich ogonów, zwykle całkowicie unieruchamiając robaki w ciągu 50–60 sekund. Obserwacje wskazują także, że rolą toksocyst nie jest jedynie pozyskiwanie składników odżywczych, ale także obrona przed nicieniami i innymi drobnymi zwierzętami odżywiającymi się grzybami.
Grzyby nicieniobójcze wytwarzają jeszcze inne struktury strzępkowe służące do łapania nicieni; cysty strzępkowe, sieci strzępkowe, kolumny strzępkowe i pętle strzępkowe.